# Прошовице (гмина)
Прошовице (пол. Proszowice) — городско-сельская гмина (волость) в Польше, входит как административная единица в Прошовицкий повет, Малопольское воеводство. Население — 16 273 человека (на 2004 год).

## Демография
| Перепись                       | Всего   | Всего | Женщины | Женщины | Мужчины | Мужчины |
| ------------------------------ | ------- | ----- | ------- | ------- | ------- | ------- |
| Единицы                        | человек | %     | человек | %       | человек | %       |
| Население                      | 16 273  | 100   | 8297    | 51      | 7976    | 49      |
| Плотность населения (чел./км²) | 163,1   | 163,1 | 83,2    | 83,2    | 79,9    | 79,9    |

## Сельские округа
1. Бобин
2. Циборовице
3. Чайенцице
4. Гняздовице
5. Гурка-Стогнёвска
6. Якубовице
7. Яздовички
8. Кадзице
9. Климонтув
10. Кочанув
11. Косцелец
12. Коваля
13. Лаганув
14. Макоцице
15. Мыславчице
16. Опатковице
17. Острув
18. Пекары
19. Посилув
20. Пшезводы
21. Стогнёвице
22. Щытники
23. Щытники-Колёня
24. Шкляна
25. Шренява
26. Тересин
27. Венцковице
28. Вольвановице
29. Жембоцин

## Соседние гмины
1. Гмина Иголомя-Вавженьчице
2. Гмина Казимежа-Велька
3. Гмина Конюша
4. Гмина Кошице
5. Гмина Нове-Бжеско
6. Гмина Палечница
7. Гмина Радземице